# جوزيف بنهارد
جوزيف بنهارد (بالإنجليزية: Joseph Benhard)‏ (مواليد 10 مايو 1972) هو ملاكم ناميبي، مثّل بلاده في الألعاب الأولمبية الصيفية 1996.

## روابط خارجية
جوزيف بنهارد على موقع بوكس ريك (الإنجليزية) (registration required)
- جوزيف بنهارد على موقع أوليمبيديا (الإنجليزية)